# Fissidens inaequalilimbatus
Fissidens inaequalilimbatus är en bladmossart som beskrevs av Jean Édouard Gabriel Narcisse Paris och Brotherus 1904. Fissidens inaequalilimbatus ingår i släktet fickmossor, och familjen Fissidentaceae. Inga underarter finns listade i Catalogue of Life.